# Demos RCA (álbum)
Demos RCA, conocido por su nombre completo Demos RCA + Festival Pan Caliente, es el primer álbum no oficial del grupo de rock argentino Patricio Rey y sus Redonditos de Ricota, el cual sin embargo nunca fue editado por la discográfica RCA y originalmente era un demo. Fue grabado en diciembre de 1981 y fue publicado en agosto de 1982.

## Historia
Tras varias presentaciones realizadas por el interior del país y con la popularidad alcanzada por el boca en boca, el grupo decide presentarse en el Festival Pan Caliente y grabar un demo con su lado A en estudio y su lado B en vivo con dicho festival. En su lado A grabaron cinco temas en los estudios RCA para la primera grabación profesional de la banda, la misma que empezaría a difundirse en radios FM porteñas. A modo de lado B, al demo se suma la presentación de seis temas del grupo en el festival organizado en el Club Excursionistas por la revista de Jorge Pistocchi, Pan Caliente. La discográfica RCA no quedó convencida con el proyecto del grupo y decidió no editar el disco. Sin embargo, años después se recuperaría el material y sería editado. Además, dos de los cinco temas en estudios serían reeditados en discos posteriores: "Superlógico", lanzado en Gulp! en 1985; y "Mariposa Pontiac", lanzado en Luzbelito en 1996; este último se convertiría en uno de los mayores éxitos del grupo. Blues de la libertad, perteneciente al lado B, también sería reeditado en Luzbelito.
Durante el Festival Pan Caliente en el club Excursionistas, mientras el grupo interpretaba "Para Monona Blues (Merca para vender)", las bailarinas Monona y María Isabel realizaban una danza striptease, cuando la policía irrumpió en el escenario gritando: "O bajan ellas o subimos nosotros a bajarlas". Ignorando la situación, la banda siguió tocando "Blues de la libertad", que años después, en Luzbelito, dejaría de ser un inédito.

## Lista de canciones
| Lado A |                          |          |  |
| N.º    | Título                   | Duración |  |
| 1.     | «Mariposa Pontiac»       | 3:38     |  |
| 2.     | «Superlógico»            | 3:01     |  |
| 3.     | «Un tal Brigitte Bardot» | 2:46     |  |
| 4.     | «Nene, nena»             | 3:49     |  |
| 5.     | «Pura suerte»            | 5:16     |  |
| 18:31  |                          |          |  |

| Lado B |                                         |          |  |
| N.º    | Título                                  | Duración |  |
| 1.     | «Un tal Brigitte Bardot»                | 3:08     |  |
| 2.     | «Nene, nena»                            | 6:30     |  |
| 3.     | «Para Monona Blues (Merca para vender)» | 3:12     |  |
| 4.     | «El bazar de Wakeman & Fripp»           | 1:55     |  |
| 5.     | «Blues de la libertad»                  | 5:28     |  |
| 6.     | «Mariposa Pontiac»                      | 7:48     |  |
| 28:01  |                                         |          |  |

## Músicos
Los músicos que participaron para la grabación del demo, además de sus miembros estables, fueron:
- Indio Solari: voz
- Skay Beilinson: guitarra
- Diego Rodríguez: batería
- Topo D'Aloisio: bajo
- Ricky Rodrigo: guitarra y sintetizador
- Laura Hutton: coros